# Dary anioła
Dary anioła (ang. The Mortal Instruments) – seria książek napisana przez Cassandrę Clare, wydana w latach 2007–2014. Książki szybko zyskały popularność szczególnie wśród młodzieży, chociaż Clare nie pisała z myślą o nastolatkach. Pisarka planowała wydać powieść fantastyczną skierowaną do starszych czytelników. Pomysł stworzenia nastoletnich bohaterów był przypadkowy. Jednak gdy została poproszona przez wydawcę o zmianę wieku bohaterów ze względu na starszy wiek docelowych czytelników, Clare zdecydowała, że chce opowiedzieć historię o osobach w najważniejszym okresie ich życia, pomiędzy dorastaniem a dorosłością, gdzie trzeba zadecydować kim się chce być, a nie myśleć nad tym, kim się już jest. Zmieniła grupę docelową, dzięki czemu jej książki stały się jednymi z najpopularniejszych serii, a ona sama stała się jedną z popularniejszych pisarek.

## Książki
- Miasto kości – 30 września 2009 (City of Bones – 2007)
- Miasto popiołów – 21 października 2009 (City of Ashes – 2008)
- Miasto szkła – 24 marca 2010 (City of Glass – 2009)
- Miasto upadłych aniołów – marzec 2011 (City of Fallen Angels – 2011)
- Miasto zagubionych dusz – 28 listopada 2012 (City of Lost Souls – maj 2012)
- Miasto niebiańskiego ognia – 24 września 2014 (City of Heavenly Fire – 27 maja 2014)

## Bohaterowie

### Clarissa Adele Fairchild
Znana także jako Clary Fray, córka Valentine’a Morgensterna i Jocelyn Fray, siostra Jonathana Morgensterna. Urodzona 23 sierpnia 1991 roku, prawdopodobnie rok po swoim bracie. Jest Nocnym Łowcą, o czym przez lata nie wiedziała. Matka jej ukrywała jej pochodzenie. Myślała, że jej ojciec jest żołnierzem, który zginął w wypadku samochodowym spowodowanym oblodzeniem jezdni (w rzeczywistości na wojnie). Jocelyn miała nadzieję, że jej córka ma Ślepe Oko, co oznacza, że nie umie bez ćwiczeń widzieć innych Nocnych Łowców, Podziemnych, Demonów czy rzucać czarów. Jednak gdy zauważyła, że już w wieku trzech lat Clary rozmawia i bawi się z Fearie, który zaplątał się w płot w parku, zaczęła zabierać ją do Magnusa Bane’e, który co roku blokował jej pamięć i pozbawiał daru widzenia; dzięki temu dziewczyna od razu po zobaczeniu czegoś związanego ze światem cieni zapominała o tym. W wieku pięciu lat poznała Luke’a, który zaczął ją wychowywać razem z Jocelyn, przez co Clary myślała o nim jak o ojcu. W wieku sześciu lat poznała Simona, jej najlepszego, a zarazem jedynego przyjaciela, z którym rozmawiała o wszystkim. Traktowała go jak brata, którego nigdy nie miała. Próbowała nawet z nim chodzić, dowiadując się o jego uczuciach do niej, ale nic z tego nie wyszło. Jednak on był wdzięczny za próbę, bojąc się, że ich relacje nigdy nie będą jak wcześniej. Clary myślała, że gdyby nie poznała Jace’a, ani nie dowiedziała się o Nocnych Łowcach, możliwe że by się zakochała w Simonie. Miłością jej życia jest Jace – on wprowadza ją do Instytutu i pokazuje świat Nocnych Łowców. Poznała także przybrane rodzeństwo Jace’a, Isabelle i Aleca. Na początku Clary nie lubiła Isabelle, przez zazdrość o wygląd i flirciarskie usposobienie drugiej, ale w końcu się zaprzyjaźniły. Z Alekiem też się kłóciła, głównie o Jace’a, ale gdy Lightwood zrozumiał, że Clary jest miłością jego życia, odpuścił. Gdy poszła do Jasnego Dworu, którego mieszkańcy „dają ci to czego najbardziej pragniesz, jednocześnie dobijając cię przy tym”, królowa kazała Clary pocałować tego którego najbardziej kocha. Clary musiała to zrobić, ponieważ spróbowała ona napoju Fearie, a ten kto zje bądź wypije coś od wróżek, musi tam zostać na zawsze. Pocałowała Jace’a, który potem twierdził, że tak naprawdę królowa dała mu, a nie jej, tego czego najbardziej wtedy pragnął. Gdy dowiadują się, że nie są tak naprawdę rodzeństwem, zaczynają formalnie być ze sobą.
Clary jest sarkastyczna i uparta. Często robi nieprzemyślane rzeczy, kieruje się sercem, jest bardzo opiekuńcza i wrażliwa. Trudno jest jej zaprzyjaźnić się z dziewczynami, bo jest strasznie zazdrosna, czego jednak stara się nie pokazywać. Jest artystką. Miała szkicownik, w którym malowała – mówiła, że to coś w rodzaju pamiętnika, w którym zamiast słowami posługuje się obrazami.
Była nieświadomym obiektem eksperymentów jej ojca, który podawał jej matce Jocelyn do picia krew anioła gdy ta była w ciąży, dzięki czemu Clary ma nadzwyczajne moce – umie tworzyć runy których nie ma w Szarej Księdze oraz często ma prorocze sny, zsyłane od samych aniołów. Królowa Fearie określiła jej dar mianem „słów, których nie można wypowiedzieć”.

### Jonathan Christopher „Jace” Herondale
Znany także jako Wayland, Morgenstern i Lightwood. Najlepszy Nocny Łowca swoich czasów. Mieszka w Instytucie w Nowym Jorku. Urodził się w styczniu 1991 roku, jest koziorożcem (na co Clary stwierdziła, że to by się zgadzało – cechy koziorożca to m.in. upartość i lekkomyślność). Jego biologicznymi rodzicami są Céline i Stephen Herondale. Gdy jego matka była w ciąży, Valentine podawał jej napoje z krwią anioła. Gdy Stephen umarł na wojnie, Céline popełnia samobójstwo, będąc jeszcze w ciąży. Valentine wraz z Hodge’em Starkweatherem ocalili Jace’a, chcąc zobaczyć wyniki swojego eksperymentu, po czym Valentine wprowadził się z nim do domu Micheala Waylanda, podając się przybranemu synowi za niego. Wychował go, traktując jak własne dziecko, na silnego wojownika, przy czym często stosował kary cielesne. Dał mu sokoła do polowań, o którego Jace zaczął się troszczyć – podawał mu jedzenie na dłoni, pomimo iż ptak ranił go do krwi, dużo do niego mówił i nie zasłaniał mu oczu, aby ptak go widział. Gdy nauczył sokoła sztuczek i zyskał miłość ptaka, Jace pokazał go dumny ojcu. Valentine skręcił mu kark, mówiąc „mówiłem ci, że masz uczynić go posłusznym, a ty nauczyłeś go kochać. Ten ptak nie został wytresowany, tylko złamany”, przy czym wpoił Jace’owi myśl „kochać to niszczyć, a być kochanym to znaczy zostać zniszczonym”. Od tego czasu Jace nie płakał. W wieku 10 lat był świadkiem upozorowanego zabójstwa Valentine i został wysłany do Instytutu w Nowym Jorku, gdzie jego wychowaniem zajęli się Maryse i Robert Lightwood. Nie stosowali przemocy, pokochali Jace’a jak własnego syna. Valentine wysłał go tam, bo wiedział, że Hodge ze strachu nie odmówi mu pomocy. Jace poznał tam dzieci Lightwoodów, Aleca i Isabelle, a później Maxa. Dużo czasu spędzał z Hodge’em, który nauczał dzieci Lightwoodów, choć jak się potem okazało, jako jedyny wiedział, że nie jest synem Waylanda i był w zmowie z Valentinem.
Jego najlepszy przyjaciel i parabatai, Alec, był w nim zakochany, o czym Jace wiedział, chociaż mu tego nie mówił. Jace bardzo mu ufał i często go bronił. Często przekomarzał się z Izzy, ale był wobec niej opiekuńczy. Max, najmłodszy spośród jego rodzeństwa, był bardzo przez Jace’a kochany. Gdy Jace przyszedł do Lightwoodów, jedyne co przyniósł, to był drewniany żołnierzyk, z którym się nie rozstawał. Pewnej nocy Isabelle zauważyła, że Max go trzyma w rączce; chłopiec uwielbiał swojego starszego brata i bronił go przed rodzicami. Jace przeżył jego śmierć, chociaż starał się tego nie okazywać.
Chociaż miał wiele dziewczyn, pierwszą osobą spoza rodziny, na której naprawdę mu zależało, była Clary. Zmusił Hodge’a, by pozwolił mu ją przyprowadzić, a potem wprowadził ją w świat Nocnych Łowców. Bardzo się o nią troszczył i był o nią zazdrosny, jednak starał się jej tego nie pokazywać. Otworzył się na nią, opowiadając o swojej przeszłości, czego przed innymi nie robił. Często ryzykował dla niej życie oraz łamał reguły. Robił wszystko, żeby ją uszczęśliwić. Załamał się, gdy dowiedział się, że Clary jest jego siostrą, jednak nadal próbował znaleźć rozwiązanie. Wtedy jego największym pragnieniem było pocałowanie jej, co umożliwiła im królowa Fearie. Bardzo nie lubił Simona, raz nazwał go łasicą z fatalnym zmysłem równowagi i wadą wzroku. Gdy dowiedział się, że Clary nie jest jego siostrą, zaczęli być formalnie razem. Gdy dziewczyna mogła sobie wybrać jedną rzecz, jakiej najbardziej pragnie, poprosiła anioła, by ponownie dał życie Jace’owi, którego zabił Valentine.
Jace jest znany ze swojej silnej osobowości, nieprawdopodobnego wyszkolenia w walce oraz przystojnego wyglądu. Mimo że jest bardzo sarkastyczny i często wredny, przyciąga do siebie ludzi. Ma poczucie humoru i do każdej sytuacji znajduje ironiczny tekst. Mimo wszystko jest zamknięty w sobie, chociaż jednocześnie bardzo odważny i sprytny. Nie ufa ludziom i wielu osób nie lubi. Jest świadomy swojej urody i charyzmy, co często podkreśla. Wie, że wiele dziewczyn (jak i chłopaków) zwraca na niego uwagę i szybko się w nim zakochuje, jednak on wszystkim łamał serca. Jego oczy w świetle wyglądają jak złote, ma blond włosy. Jest szczupły, a zarazem umięśniony. Gdy Clary widzi go po raz pierwszy, stwierdza, że wygląda jak anioł lub lew, groźny i piękny. Jedyna wada, jaką dziewczyna zauważyła w jego wyglądzie, to lekko skruszony lewy górny siekacz, co jednak nie jest widoczne. Clary jednak mówiła, że to niepodważalny dowód na jego nie perfekcyjność. Jest leworęczny. Ma wpojone zasady Nocnych Łowców, którymi się kieruje.
Jace umie grać bardzo dobrze na pianinie, mówić po łacinie, rumuńsku, włosku, francusku i prawdopodobnie w jeszcze kilku innych językach. Bardzo lubi czytać i często recytuje ulubioną literaturę, najczęściej w romantycznych sytuacjach pomiędzy nim a Clary. Jace nie lubi kłamców, sam woli najgorszą prawdę od kłamstwa, dlatego nie kłamie – wyjątkiem są sytuacje, gdy chce ratować osoby które kocha, w szczególności Clary.

### Simon Lewis
Najlepszy przyjaciel Clary, który z Przyziemnego stał się wampirem, a w ostatnim tomie serii był przygotowywany na Nocnego Łowcę. Jest drugim i najmłodszym dzieckiem Elaine Lewis. Urodził się w Nowym Jorku. Jest basistą w swoim zespole. Był zakochany w Clary, pomagał jej odnaleźć się w nowym życiu i znaleźć matkę. Czuł jednak że jej zawadza, powtarzając że to on zawsze potrzebuje pomocy. Bardzo nie lubił Jace’a, czując w nim zagrożenie i przeciwieństwo siebie. Widział miłość Clary do niego i był zły, że ona nigdy go tak nie pokocha. Cieszył się, gdy się dowiedział, że Jace i Clary są rodzeństwem, ale potem zrozumiał jak bardzo załamana jest tym Clary. Często się na nią denerwował, ale zawsze się godzili. Potem, zamieniony w szczura, ugryzł wampira, co zapoczątkowało ciąg wypadków, po których sam się w niego zamienił. Clary ryzykowała życie swoje i Jace’a by go ratować i cały czas była przy jego przemianie. Przez chwilę flirtował z Isabelle, chcąc tak zwrócić na siebie uwagę Clary, z którą nawet przez chwilę był, ale widząc jej niewygasającą miłość do Jace’a, postanowił się z nią rozstać.
Podczas pierwszej Wojny zyskał znak Kaina, który narysowała mu Clary, aby nie zabiły go inne wampiry. Znak Kaina bronił go przed krzywdą, ponieważ każdy kto go zaatakował, zmieniał się w solny posąg, który rozpadał się i znikał. Wydarzenia z jego życia wstrząsnęły jego matką, która uznała go za martwego. Poznał wilkołaka Maię, o którą Clary była zazdrosna, myśląc, że przez nią straci przyjaciela. Simon lubił Maię, bo „przypominała mu, jak to jest być normalnym”. Młody wampir został wraz z dziewczyną porwany przez Valentina i próbował ją bronić. Umierając, rozcięty przez Valentine’a, wypił krew Jace’a; dzięki temu stał się „Chodzącym za Dnia” – słońce nie mogło go spalić i mógł chodzić w jego promieniach, przez co stał się obiektem zainteresowania wszystkich Podziemnych. W tym czasie chłopak flirtował z Isabelle, ale również z Maią; potem dziewczyny dowiedziały się o sobie wzajemnie i śmiertelnie wściekłe zostawiły Simona. Podczas Mrocznej Wojny Razjel zdjął z niego znak Kaina w zamian za miecz Archanioła Michała. Jedyną osobą z rodzinnego domu, która mu wierzyła, była jego siostra Becky, z którą postanowił się spotkać po namowach Isabelle. Później Maia zaczęła spotykać się ze swoimi byłym chłopakiem Jordanem, zaś Simon coraz bardziej zbliżał się do Isabelle. W ostatnim tomie serii zostali parą. By ratować życie swoich przyjaciół Simon wyrzekł się nieśmiertelności i utracił wszystkie wspomnienia związane z Nocnymi Łowcami, aby wszyscy mogli bezpiecznie wydostać się z demonicznego królestwa Edomu. Nie poznaje Clary, ani ukochanej Izzy, jednak przy pomocy Magnusa odzyskuje pamięć. W pierwszym tomie nowej serii Cassandry Clare (seria „Mroczne Intrygi”) pt. „Pani Noc” zostaje werbownikiem (werbuje osoby nadające się na potencjalnych Nocnych Łowców, tłumaczy im zasady Świata Cieni itp.) i zaręcza się z Isabelle.
Simon jest przystojnym, ciemnowłosym chłopakiem o kawowych oczach. Jest ironiczny, nosi okulary. Początkowo roztrzepany, ale po przemianie w wampira nabiera gracji, której mu brakowało.

### Isabelle „Izzy” Sophia Lightwood
Jedna z najlepszych Nocnych Łowców swojego pokolenia. Ma dwa lata starszego brata Aleca i o siedem lat młodszego brata Maxa, który został zabity przez Sebastiana; jest przybraną siostrą Jace’a. Na początku nie lubi Clary, która irytuje ją swoją niezaradnością. Jest też o nią zazdrosna, bo do jej pojawienia się była jedyną Nocną Łowczynią w okolicy, jednak dostrzega, że Jace’owi wyjątkowo na niej zależy. Wkurzyła się na Clary, po dowiedzeniu się, że Jace jest jej bratem, a po jakimś czasie zaczęła chodzić z Simonem. Bardzo się martwiła o Jace’a i o to jak sobie radzi. Gdy umarł jej brat, Max, obwiniała o wszystko siebie. Nie poszła nawet na pogrzeb, płacząc, krzycząc i rzucając rzeczami w swoim pokoju.
Jest ironiczna, buntownicza i zazwyczaj robi to, co chce. Kieruje się jednak w wielu sprawach sercem. Potrafi być zarówno twarda, jak i wrażliwa. Często robi rzeczy bez namysłu, ale jeśli chodzi o sprawy poważne, używa sprytu. Jest bardzo lojalna wobec swojej rodziny, szczególnie wobec Aleca. Jest dobrą przyjaciółką, choć kłótliwą, a także ma duże wahania nastroju. Bardzo lubi gotować, ale jest w tym fatalna – winę za to ponosi jej matka Maryse, która nie chciała, aby jej córkę zepchnięto do garów.
Isabelle ma dobry gust, uwydatnia swoją figurę. Całą skórę ma w bliznach po runach. Ma długie, czarne włosy, oraz czarne oczy, ale Simon zauważa, że tak naprawdę są ciemnobrązowe ze złotymi plamkami. Jest blada i szczupła. Wie, że dobrze wygląda, ma powodzenie u mężczyzn. Zawsze chciała jednak być drobna, czego zazdrościła Clary.

### Alexander „Alec” Gideon Lightwood
Jest najstarszym synem Lightwoodów i Nocnym Łowcą. Urodził się w Idrisie we wrześniu 1989 roku. Mieszkał tam przez chwilę, a potem został odesłany wraz z rodzicami do prowadzenia Instytutu w Nowym Jorku. Zakochał się w Jasie, przez chwilę nawet myślał, że on też jest gejem. Jednak gdy pojawiła się Clary, doszło do niego, że Jace nigdy go nie pokocha jakby on tego chciał. Na początku jej nie lubił i był strasznie zazdrosny, twierdził też, że przez nią Jace się naraża i prosił Clary o opuszczenie Instytutu i wyjście z życia Jace’a. Kłócił się z nią, a gdy ona powiedziała, że wie, że jest gejem powiedział, że chociaż Jace nie bije dziewczyn, to on nie jest taki i nie miałby skrupułów. Potem poznał Magunsa, którego ukrywał nawet przed Jace’em, chociaż on się wszystkiego domyślał. Gdy namalował sobie runę nieustraszoności, którą wymyśliła Clary, chciał powiedzieć rodzicom że się spotyka z Magnusem, jednak on szybko go zaczarował, bo wiedział, że chłopak będzie tego żałować. Alec coraz bardziej się fascynował Magnusem, jednak cały czas myślał o Jasie. W końcu Magnus zniecierpliwiony przestał się odzywać do Aleca, a tamten odbył rozmowę z Jace’em, po której zrozumiał, że kocha Magnusa i szuka tylko wymówki. Pocałował go więc przy swoich rodzicach w Sali Aniołów.
Jest przystojnym, czarnowłosym chłopakiem z błękitnymi oczami. Ubiera się niechlujnie, kompletnie nie przejmując się swoim wyglądem.

### Magnus Bane
Jest Wielkim Czarownikiem Brooklynu. Rodzicami Magnusa są: Asmodeusz i śmiertelniczka. Urodził się w grudniu 1600 roku. Wyglądał jak normalne dziecko, a jego znamionami czarownika były złote oczy o pionowych źrenicach i brak pępka. Rodzice kochali go, jednak gdy zrozumieli że jest synem demona, matka popełniła samobójstwo, wieszając się w stodole, a ojczym próbował utopić go w rzece, jednak Magnus wykorzystując swoje moce, zabił go w samoobronie. Przestał się starzeć w wieku 26 lat. Wychowali go Cisi Bracia. Gdy dorósł, sam wymyślił swoje nazwisko Bane. Jakimś cudem poznał swojego ojca, biorąc od niego jeszcze więcej magii i wykorzystując ją dla swojej korzyści. Przez 400 lat życia, miał wielu partnerów. Obecnie jest z Alekiem, którego bardzo kocha, często robiąc dla niego rzeczy nieetyczne, naraża się, występując przeciwko Clave. Pomaga jego przyjaciołom za darmo, czego normalnie nie robi. Nie wierzył, że Alec dojrzeje do jego miłości, przyznając się do związku z Podziemnym, jednak podczas walki chłopak mu to obiecał. Nie nastawiając się na spełnienie jego obietnicy, Magnus był bardzo zaskoczony, gdy pocałował go przy wszystkich, w tym przy swoich rodzicach. Kiedyś powiedział Lightwoodom, że nie obchodzi go ich „pewnie rozwydrzone, śliniące się dziecko”, a kilka lat później się w nim zakochał. Jest biseksualny i się z tym nie kryje. Clary to jedyne dziecko jakie obserwował, gdy dorastało, dlatego czuje się w pewnym sensie za nią odpowiedzialny.
Magnus jest zabawny, spostrzegawczy, opanowany i uwielbia imprezować. Zazwyczaj urządza przyjęcia dla wampirów. Clary uważa jednak, że żaden z nich nie jest jego przyjacielem, bo są oni albo coś mu winni, albo wdzięczni za usługi. Jednak w Magnusie da się łatwo zakochać. Ma kocie złoto-zielone oczy. Często się przechwala co do swojego wieku, każdemu mówiąc inaczej, jego prawdziwy wiek zna tylko kilka osób. Często się myli, bo nie pamięta, co komu powiedział.

### Valentine Morgenstern
Jest złej sławy Nocnym Łowcą, był mężem Jocelyn Fairchild, ojcem Jonathana Morgensterna i Clarissy Fray. Twierdził, że Clave źle działa, nie pochwalał ich metod wykonywania powierzonych im zadań oraz twierdził, że Przyziemni, których mają pilnować, są zagrożeni. Utworzył Krąg – grupę Nocnych Łowców, którzy tak samo jak on nie popierali Clave. Ludzie się go słuchali i byli w niego wpatrzeni, bez protestów wykonując jego polecenia: było tak, gdyż Valentine utworzył swoją grupę z osób odtrącanych, dawał im poczucie bezpieczeństwa (np. Lucian – był najsłabszym uczniem Akademii). Gdy jego poglądy wobec Podziemnych zaczęły się stawać coraz bardziej drastyczne i mordercze, Luke wraz z Jocelyn zaczął spiskować wobec niego. Dawał swojej żonie podczas pierwszej ciąży do picia krew demona, chcąc stworzyć najlepszego wojownika wszech czasów, jednocześnie świadomie zabijając w nim wszystkie ludzkie cechy (miłosierdzie, współczucie, łaskę itp.). Notował wszystkie rezultaty w teczkach. Jego żona popadła w depresję, gdy je przeczytała, dowiadując się, że jej syn jest demonem i krzyczała na niego, że zamienił jej syna w potwora. Załamała się i chciała odebrać sobie życie. Nie umiała pokochać Jonathana – mówiła, że gdy się urodził, zamiast oczu miał czarne tunele. Valentine widząc to, podawał jej krew aniołów na poprawę samopoczucia, podczas gdy ona była podczas drugiej ciąży; dzięki temu nieświadomie uczynił Clary obiektem swoich eksperymentów. Uciekła od niego, a on spalił dom wraz z jej rodzicami i podstawił dwa ciała, by każdy myślał, że on i jego syn umarli. Wychowywał Jace’a. Prowadził brutalne badania na Podziemnych i aniele Ithurielu. Bezgranicznie wierzył w dobro i słuszność swojej sprawy, więc poświęcił jej wszystko – swoje dzieci, żonę i swoje życie. Był zdeterminowany. Patrzył, jak rodzina się od niego odwraca, ale nie potrafił tego powstrzymać. Nigdy do niczego nikogo nie zmuszał, zawsze dawał wybór. Był bardzo brutalny, ważniejsze było dla niego dobro ogółu niż dobro jednostki. Całe życie wierzył, że Jocelyn do niego wróci i nie mógł uwierzyć, że już go nie kocha. Była miłością jego życia. Myślał, że mimo jej ucieczki i ukrywania córki, będą umieli zbudować normalną rodzinę. Kochał swoje dzieci, chociaż czasami trudno było mu to okazać. Był bardzo twardy i waleczny. Świetnie umiał czytać z ludzi i był perfekcjonistą.
Chciał wiedzieć, czemu Nocni Łowcy – mający ratować świat – nie dostali żadnych przywilejów jak Podziemni.
Był onieśmielająco przystojny, miał umięśnione i szerokie ramiona, włosy jasne jak sól i mocne rysy twarzy. Był wpływowy, lubiany i pełen charyzmy. Ma wielkie cele, ale większość ludzi nie zgadzała się z metodą ich osiągania. Mimo to umiał przekonywać ludzi i miał wielu sojuszników, bo zawsze osiągał swoje cele; ludzie albo go kochali, albo się go bali.

### Jonathan Christopher Morgenstern
Pierwszy Mroczny Nocny Łowca, pierworodny syn Jocelyn Fairchild i Valentina Morgensterna, brat Clarissy Fray. Przed jego narodzinami, Valentine podawał jego matce krew demona, co zabiło w nim wszystkie ludzkie cechy. Był wychowywany przez Valentina, który bardzo często stosował na nim kary cielesne. Gdy Lightwoodowie przebywali w Idrysie, podszywał się pod Sebastiana Verlaca, którego zamordował. Nie przejmując się swoim pokrewieństwem z Clary, bez skrępowania ją całował i udawał, że nie wie o więziach ich łączących. Uważał, że powinni być razem, aby zachować czystość rodu, posługując się przykładem starożytnych rodzeństw-małżeństw. Okrutny i bezwzględny, nigdy nie wahał się przed zabijaniem. W 2007 roku w Edomie Clary dźgnęła go nożem w pierś, przez co ten zmarł.

## Krytyka
Miasto kości szybko zyskało popularność, trafiło na 8. miejsce listy bestsellerów według New York Timesa (Dziecięce książki) w kwietniu 2007.

## Ekranizacje

### Film

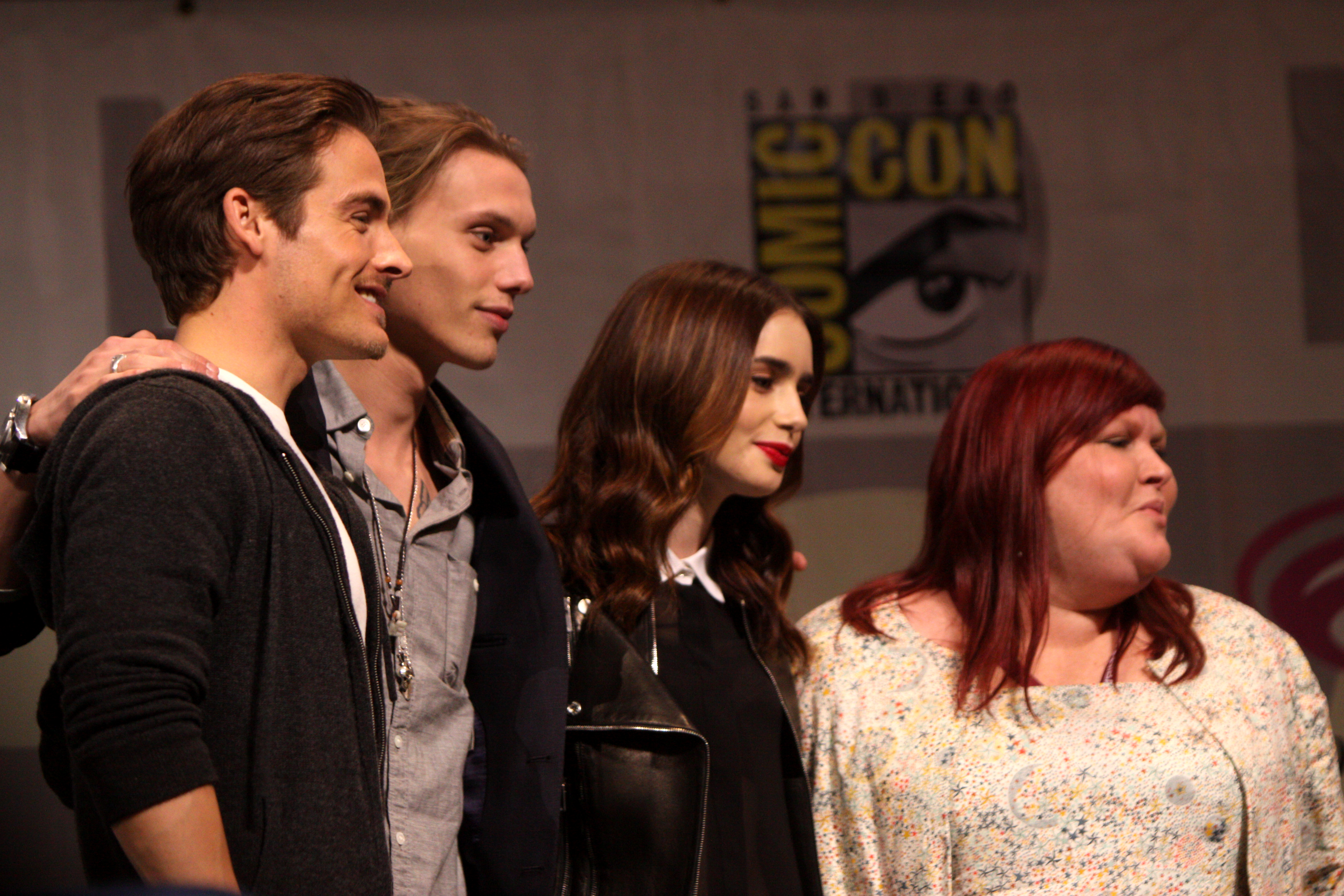
Cassandra Clare wraz z obsadą filmu

W 2010 roku firma Screen Gems ogłosiła, że zajmie się produkcją filmowej adaptacji książki Miasto kości. Harald Zwart został reżyserem filmu, a główne role odegrali: Lily Collins (jako Clary Fray) oraz Jamie Campbell Bower (jako Jace Wayland). Film miał swoją premierę 21 sierpnia 2013 w Stanach Zjednoczonych.

### Serial
Na podstawie książek powstał serial z całkowicie nową obsadą. Został zamówiony przez stację ABC Family. Pierwszy sezon składa się z 13 odcinków, a drugi z 20. 24 kwietnia 2017 stacja Freeform zamówiła trzeci sezon serialu. 6 maja 2019 roku serial został zakończony emitując ostatni odcinek trzeciego sezonu. Serial doczekał się trzech sezonów składających się z 55 odcinków.
Główne role odegrali Katherine McNamara (jako Clary Fray) oraz Dominic Sherwood (jako Jace Wayland).